# Беспорядки в Косове (2008)
Беспорядки в Косове в 2008 году — массовые беспорядки, последовавшие за провозглашением независимости Республики Косово 17 февраля 2008 года, которые инициировали косовские сербы, выступавшие против отделения от Сербии. Оппозиционные силы пытались захватить важные объекты инфраструктуры и пограничные заставы. Беспорядки затронули в основном Северное Косово, где преобладали сербы.
Напряженность на севере усилилась после того, как 14 марта сербы захватили здание суда ООН в Митровице, после чего в ситуацию вмешались силы НАТО.

## Бойкот правительства Косова
В ответ на провозглашение независимости Косова местные сербы, выступавшие против суверенитета региона, с целью борьбы с косовским сепаратизмом и защиты сербской общины Косова создали Ассамблею косовских сербов. Сербская православная церковь в Косове заявила, что не будет вступать в какие-то либо контакты с правительством Косова и любым государством, которое признает независимость Косова.
Позднее представитель сербского правительства в Белграде сообщил, что Сербия намерена создать «особые полицейские отряды» в Косове с целью удержать суверенитет над областью. После этого в Северном Косове часть сотрудников сил безопасности Косова прекратила подчиняться правительству в Приштине, исполняя указания только сербского правительства.
Вскоре в Косове более 200 сотрудников полиции уволились из правоохранительных органов, отказавшись подчинятся правительству в Приштине.
3 марта 2008 года бойкоты, увольнения и забастовки начались в среде работников железных дорог Косова.

## Беспорядки
На следующий день после провозглашения независимости Косова две взорвавшееся бомбы в городе Митровице повредили несколько автомобилей ООН. К счастью, никто не пострадал. 3 марта 2008 года по офису ООН в северной части Митровицы был открыт огонь из снайперской винтовки, потерпевших не оказалось.
28 марта полицейский контрольно-пропускной пункт в северной части Косова, на котором работали сербские офицеры, подвергся обстрелу из автоматического оружия. Нападение было совершено жителями албанской деревни Кошутово к северу от Митровицы.
26 июня в деревне Боровойце недалеко от города Каменица представители местной общины сербов и цыган забаррикадировали дорогу в знак протеста против строительства мечети, санкционированной местным правительством. Около 100 албанцев с другой стороны баррикады начали забрасывать протестующих камнями.

### Захват здания суда ООН в Митровице
14 марта после проведения череды митингов сотни протестующих ворвались в здание суда ООН в Митровице. Переговоры официальных лиц ООН с сербами о прекращении протестов и беспорядков не увенчались успехом, и утром 17 марта полиция ООН при поддержке НАТО штурмовала здание. Часть протестующих была задержана. Затем последовал ряд столкновений, продолжавшихся до полудня. Один полицейский ООН с Украины был убит, 70 сербов и 61 миротворец ООН и военнослужащие НАТО были ранены, один автомобиль ООН и один грузовик НАТО повреждены. Среди раненых международных сил было 27 польских и 14 украинских полицейских, а также 20 французских солдат. Полиция ООН вышла из северной части Митровицы, оставив этот район под контролем сил НАТО.
19 марта полиция ООН вернулась в северную часть Митровицы вместе с полицией Косова, в то время как военные из НАТО всё ещё контролировали безопасность в здании суда и в целом на севере Косова. В последующие дни город перешёл под полный контроль Приштины.

## Реакция
- Республика Косово: Питер Фейт, международный гражданский представитель в Косове и посланник ЕС в Косове, обвинил Сербию в попытке «испортить отношения» между косовскими албанцами и косовскими сербами. Фейт добавил, что международная руководящая группа, созданная для контроля за реализацией независимости Косова, «не потерпит разделения, потому что раздел этой страны не предусмотрен и не будет принят нами». Премьер-министр Косово Хашим Тачи заявил на совместной пресс-конференции с Фейтом, что «функционирование параллельных институтов недопустимо»[18].
- США: Помощник госсекретаря Даниэль Фрид заявил, что реакция Косова на «провокации на севере» подтверждает решение США признать декларацию независимости Косова[19]. Госсекретарь Кондолиза Райс призвала сербских лидеров оказать давление на сербскую общину в Косове, чтобы избежать «провокационных действий» после столкновений в Митровице 17 марта[20].
- Европейский союз: Чиновники ЕС призвали МООНК обеспечить безопасность границ Косова, что привело к прибытию миссии ЕС в Косово во главе с министром иностранных дел Нидерландов Максимом Ферхагеном, который заявив, что они хотят избежать «мягкого раздела» государства[21].
- Сербия: Президент Борис Тадич обвинил международные силы в Косове в использовании «чрезмерной силы» и предупредил о «эскалации беспорядков на всей территории провинции» после столкновений в Митровице из-за захвата судов ООН[1]. Премьер-министр Сербии Воислав Коштуница заявил, что его правительство проводит консультации с Россией о совместных шагах по прекращению «всех форм насилия против косовских сербов» и обвинил НАТО в «проведении силовой политики против Сербии». Сообщалось, что шаги могут включать размещение российских войск на севере региона[22]. Министр по делам Косова Слободан Самарджич сказал протестующим: «Мы будем защищать вас так же, как мы защищаем сербов в Сербии»[15].
- Россия призвала возобновить переговоры о статусе Косова, заявив, что беспорядки были результатом одностороннего провозглашения независимости данной территории[14].
- ООН: Генеральный секретарь Пан Ги Мун осудил нападения на силы ООН и НАТО после столкновений 17 марта и призвал «все общины проявлять спокойствие и сдержанность»[21].
- Болгария: Министерство иностранных дел Болгарии выступило с заявлением, в котором выразила обеспокоенность беспорядками и призвало сербов в Косове избегать насилия[23].
- Австрия: Министр иностранных дел Урсула Плассник призвала власти Сербии и косовских сербов содействовать безопасности в регионе, добавив: «Правительство Сербии неоднократно обещало воздерживаться от насилия как политического инструмента»[24].
- Босния и Герцеговина: Милорад Додик, премьер-министр Республики Сербской, заявил, что применение силы против сербских демонстрантов в северной части Косова было «неуместным, какой бы ни была причина для этого»[25].